# Tropidophis battersbyi
Tropidophis battersbyi — вид змій родини земляних удавів (Tropidophiidae), один з 21 видів роду Земляний удав. Вид названий на честь британського герпентолога Джеймса Кларенса Баттерсбі (1901–1993).
Основний колір змії блідобурий, вздовж спини має 4 ряди плям, а також 2 ряди на черевному боці тіла.
Вид є ендеміком Еквадору. Станом на 2019 рік відомий єдиний екземпляр, описаний 1949 року. Невідомо, де саме в Еквадорі було впіймано цю змію.